# Нестор Ель Маестро
Нестор Ель Маестро (англ. Nestor El Maestro, нар. 25 березня 1983, Белград), народжений Нестор Євтич (серб. Нестор Јевтић) — англійський футбольний тренер югославського походження.

## Кар'єра тренера
Народився 1983 року у Белграді, на той час столиці СФРЮ. На початку 1990-х емігрував з родиною до Великої Британії. У новій країні зацікавився футболом, насамперед з точки зору стратегії і тактики гри, оскільки не відчував себе готовим грати на високому рівні. Вже у віці 16-ти років отримав тренерську ліцензію категорії B. Тренував аматорські команди і шукав можливості працевлаштуватися в академіях клубі Прем'єр-ліги, роблячи аналітичні розбори відеозаписів ігор і тренувальні плани, які розсилав потенційним роботодавцям. Провів декілька тренувань в одній із дитячих груп «Вест Гем Юнайтед», проте постійного місця у лондонському клубі не отримав через брак вакансій.
Натомість 2002 року був запрошений до академії австрійської «Аустрії» (Відень). На той час молодий тренер, що відчував дискомфорт через своє югославське прізвище, офіційно змінив його на амбіційне Ель Маестро. 2004 року був запрошений до академії іспанської «Валенсії», а за два роки, у 2006, став помічником Мірко Сломки у тренерському штабі німецького «Шальке 04». Став у свої 23 роки наймолодшим асистентом головного тренера в історії Бундесліги. Згодом продовжував допомагати Сломці у тренерських штабах «Ганновера 96» (у 2010—2013 роках) та «Гамбурга» (у 2014).
2017 року отримав перший досвід самостійної роботи, очоливши головну команду словацького «Спартака» (Трнава). Керівництво клубу не пожалкувало про запрошення молодого спеціаліста, адже під його орудою команда за результатами сезону 2017/18 уперше у своїй історії виграла чемпіонат Словаччини.
Влітку 2018 року був призначений головним тренером болгарського ЦСКА (Софія), звідки був звільнений вже у лютому 2019 року попри досить непогані результати у національній першості.
Сезон 2019/20 років провів в Австрії, де очолював тренерський штаб «Штурма» (Грац). Під його керівництвом команда здобула лише 37 очків у 29 іграх, і після семи поразок в останніх восьми іграх у червні 2020 року Ель Маестро був звільнений.
12 березня 2021 року очолив тренерський штаб саудівської команди «Аль-Таавун». 22 серпня 2021 року він був звільнений.
8 вересня 2021 року став головним тренером турецького клубу «Гезтепе», уклавши контракт на 2 сезони. Після 6 поразок поспіль він був звільнений 7 березня 2022 року лише через 6 місяців на посаді.
29 липня 2023 року Ель Маестро був знову призначений головним тренером ЦСКА (Софія). Його було звільнено 14 квітня 2024 року.

## Титули і досягнення
- Чемпіон Словаччини (1):

«Спартак» (Трнава): 2017/18